# Tamborí de Provença
El tamborí de Provença és un instrument de música de percussió. És una mena de tambor tradicional de la Provença i la seua llargària acostuma a equivaldre al doble del seu diàmetre. Acostuma a fer sonar aquest tipus de tamborí un tamborinaire acompanyat pel galobet que sona amb la mateixa mà que subjecta el tamborí. D'aquesta manera un sol músic fa sonar els dos instruments alhora.